# Vilém z Volpiana
Vilém z Volpiana (italsky Guglielmo da Volpiano, francouzsky Guillaume de Volpiano; červen nebo červenec 962 – 1. ledna 1031) byl italsko-francouzský opat, řeholní reformátor a architekt, uctívaný v katolické církvi jako světec.

## Život
Vilém pocházel z Piemontu a jeho otcem byl hrabě Robert z Volpiana. Roku 969 nastoupil jako žák do benediktinského kláštera v Locadiu, kde se později stal mnichem. Roku 987 se přesunul do Cluny a jako nadšený reformátor pak reorganizoval opatství Saint-Sernin na řece Rhôně.
Roku 990 byl Vilém vysvěcen na kněze a stal se opatem v klášteře sv. Benigna v Dijonu. Ten proměnil v centrum spirituality, vzdělání a kultury. Odtud se reformní hnutí šířilo zakládáním dalších klášterů ve Francii a severní Itálii, celkem jich bylo asi 40. Roku 1001 vévoda Richard II. Normandský Viléma pověřil reformou opatství Fécamp, kde pak Vilém setrval až do smrti.

## Architektonická činnost
Jako stavitel a architekt se Vilém z Volpiana mimo jiné podílel na vzniku komplexu Mont Saint-Michel, jehož kapli na vrcholu hory navrhl.